# 日本コミュニティ
日本コミュニティ株式会社（にほんコミュニティ）は、福岡市城南区に本社を置く不動産会社。

## 沿革
- 1970年4月 - 草ヶ江不動産創業
- 1979年4月 - 株式会社草ヶ江不動産設立
- 1980年9月 - ロイヤルマンションシリーズ分譲開始 シリーズNo.1「ロイヤルマンション小笹」分譲
- 1984年3月 - 日本ホーム株式会社に商号変更　本社を現在地に移転
- 1985年8月 - リースマンションシリーズの分譲開始 シリーズNo.1「ロイヤルコンフォート大濠公園」分譲
- 1997年6月 - 日本コミュニティ株式会社設立　日本ホーム株式会社より賃貸管理部門及びロイヤルマンションシリーズの企画商品化事業の継承を受ける。
- 2007年3月 - ロイヤルマンションシリーズNo.50「ロイヤルマンション博多」分譲
- 2010年4月 - 創業４０周年（草ヶ江不動産創業より）
- 2017年6月 - 日本コミュニティ株式会社 設立２０周年
- 2020年4月 - 創業５０周年（草ヶ江不動産創業より）

## 事業展開
- 分譲マンション事業

自社ブランドマンション「ロイヤルマンション」（商標登録済）の企画販売。
- 不動産仲介事業

個人・法人に対する不動産の売買・仲介やコンサルティングを行っている。
- 賃貸管理業務

投資型ワンルームマンション「ロイヤルコンフォート」シリーズ及びその他賃貸物件の管理業務・月極駐車場などの運営や管理などを行っている。